# شیرینگ، اسکس
شیرینگ (به انگلیسی: Sheering) یک روستا و محله مدنی در بریتانیا است که در Epping Forest واقع شده‌است. شیرینگ ۲٬۸۳۸ نفر جمعیت دارد.